# Donzère
Donzère este o comună în departamentul Drôme din sud-estul Franței. În 2009 avea o populație de 5.203 de locuitori.

## Evoluția populației
| An        | 1975  | 1982  | 1990  | 1999  | 2006  | 2009  |
| --------- | ----- | ----- | ----- | ----- | ----- | ----- |
| Populație | 3.223 | 3.915 | 4.265 | 4.379 | 4.787 | 5.203 |